# 太田紋助
太田 紋助（おおた もんすけ、1846年2月11日（弘化3年1月16日） - 1892年4月3日）は日本の実業家。北海道厚岸郡厚岸町の開拓に尽力し、屯田兵村、太田村の村名にその名を残した。日本人とアイヌの混血である。

## 来歴
1846年2月11日（弘化3年1月16日）に場所請負人山田文右衛門の番人、中西紋太郎と奔渡村のアイヌの女性であるシャリコトムの間に生まれる。庶子であった上、幼少期に父を失ったことで母親に女手一つで育てられていたが、それを不憫に思った国泰寺の住職、香山聞禅に引き取られて読み書きそろばんや農業を教わり、8年間同寺の寺男として働いている。1867年（慶応3年）には22歳でアイヌの女性、真歌と結婚する。少年期はサンケクルと呼ばれたが、明治の戸籍法によって母親が改名した太田姓に合わせて、太田紋助を名乗っている。
1869年（明治2年）に厚岸を佐賀藩が支配すると香山の推薦で開墾係となった太田は2年間で5町歩近くの開墾を行い、付近の開拓事業に尽力した。1871年（明治4年）に北海道の各藩分轄支配が廃止されると開墾係の任を解かれるが、1878年（明治11年）2月に開拓使から駅逓馬の管理を命じられる。1881年（明治14年）年末の大雪の際には官馬を雪害から守っている。開拓使の廃止によって1882年（明治15年）に官馬がすべて根室に引き上げとなった際に太田は職を辞して厚岸に留まっている。同年には当時計画されていた西別川上流から札弦、斜里を経由して北見に至る道路のルート策定にあたっているほか、後に町営の厚岸フェリーとなる渡船の運行を開始している。
開拓使に勤めていた頃から太田は昆布採集のための船や干場を作り、アイヌの共同経営とすることでアイヌの同族の生活向上に尽力した。また1885年（明治18年）に松葉町の総代人に選ばれて以降、幾多の公職についている。1889年（明治22年）にはアイヌの生活向上への尽力が認められ、当時の北海道長官、永山武四郎から表彰されている。
1890年（明治23年）に厚岸原野に新たな屯田兵村が設置されることになった際には太田は自身が既に開墾を始めていた地を放棄して、その計画に協力した。開村した村は成立の最大の功労者である太田の名前をとって太田村と名付けられた。人命にちなんで名付けられた屯田兵村は太田の他には屯田兵制度の制定に尽力した永山武四郎、和田正苗にちなんでつけられた永山（旭川市）、和田（根室市）の3村のみである。
1892年（明治25年）4月3日、函館に出張中に病死する。46歳であった。

## 人物
- アイヌの人々からはニシパ[注釈 2]と呼ばれ慕われていた[6]。
- 無学故に搾取されるアイヌの人々を多くみてきたことから教育に熱心であり、1879年（明治12年）には朝曦小学校（現在の厚岸町立厚岸小学校）に寄付を行い、開拓使から桐の木盃などが贈られている[3]。
- 1884年（明治17年）に出張で東京を訪問した際には駒場農学校で裸麦や小麦の栽培法を研究し、種子を厚岸に持ち帰っている[7]。